# 관악산
관악산(冠岳山)은 대한민국 서울특별시 관악구·금천구와 경기도 안양시·과천시의 경계에 있는 높이 632 m의 한국의 화강암 산이다. 한남정맥이 수원시 광교산에서 북서쪽으로 갈라져 한강 남쪽에 이르러 마지막으로 우뚝 솟아 있다. 관악이란 이름은 산의 모양이 마치 '삿갓(冠)'처럼 생겼기 때문에 붙여진 이름이다. 산의 최고봉은 현재 기상관측소 옆 연주대 불꽃바위(632m)이다. 관악산 정상 경기도 과천시에는 사찰 연주암이 있다.

## 역사
우암 송시열은 최치원의 광분첩석을, 추사 김정희는 신위의 호인 단하시경을 암각하는 등 많은 학자들과 문인들이 산의 빼어난 산세를 예찬한 바 있다. 관악산은 바위봉우리가 많고 계곡이 깊어 언제 찾아도 산행의 재미를 느낄 수 있는 산으로 꼽힌다. 도심에서 가깝고 교통이 편리해 연평균 700여만 명의 등산객이 찾는다.
경기도 과천시 중앙동 관악산 연주봉 남쪽 기슭에는 연주암(戀主庵)이라는 사찰이 있는데 관악산의 최고봉인 연주봉(629m) 절벽 위에 연주대(戀主帶:경기도 기념물 제20호)가 자리하고 있다. 그곳에서 남쪽 과천쪽으로 약 300m 떨어진 곳에 연주암이 있다. 1396년에 연주암을 신축하였고, 1411년(태종 11)에는 효령대군(孝寧大君)이 현재 자리로 옮겨 세워 중건하였다고 기록에 남아있다.
기록에 의하면 연주대는 조선 초기에 '염주대(念主臺)'로 칭해졌다고 하는데 '군주를 생각한다'는 뜻이다. 이 염주대의 명칭이 입으로 전해지면서 연주대로 변화했을 가능성이 많다. 현재 대웅전 앞에는 높이 4m의 고려시대 양식을 한 삼층석탑이 있는데, 이것도 효령대군이 세운 것으로 알려졌다.
태종의 사랑이 충녕에게만 있었던 것이 아니라 효령대군에게도 또한 지극한 사랑을 주었고 실제 그는 국정을 운영할 기본적인 능력도 갖추고 있었다고 한다. 하지만 효령대군에게 결정적은 결함이 있었는데 그것은 다름 아닌 술을 한 방울도 마시지 못하는 체질이었다는 것이다.
『태종실록』에 의하면 조선초기에 해마다 몇 차례씩 조선에 찾아오는 명나라 사신들의 접대는 제일 중요한 것이어서 명나라 사신들은 조선의 국왕들과 크게 취하도록 마시며 조선의 국왕을 시험하려고 하였다고 한다. 술 한잔도 할 수 없는 효령이 조선의 국왕이 된다면 중국과의 외교관계에 문제가 있을 수 있었다. 결국 태종은 효령대군을 포기하게 하고 충녕대군에게 세자의 지위를 물려주었다는 기록이다.
효령대군은 태종의 결정에 아무런 문제제기도 하지 않았고 자신의 동생인 충녕대군이 조선의 국왕이 되어 백성을 잘 다스릴 수 있도록 큰 격려를 해주었는데 이것이 진정한 대인의 풍모였다는 평이다. 그동안 있었던 왕자의 난으로 보아 왕위를 되찾겠다는 명목으로 반란을 일으키거나 자신만의 세력을 만들어 세종을 흔들었으면 조선 문화의 황금기 시대라는 세종시대는 없을 수 있기 때문이다.
이같은 효령대군의 결단과 지원이 없었다면 성군 세종은 존재하지 않았을지도 모른다는 내용이 상당한 설득력을 만들어 주고 있다. 실제로 이같은 단초들을 여러 곳에서 찾아볼 수 있는데 조선 중기의 문신, 김시민(金時敏, 1681~1747)이 편집한 『조야휘언』필사본에는 '세종이 태평관에서 중국 사신을 맞이하여 잔치를 하는데 효령대군이 술을 권하자 일어나 받았다고 기록되어 있는데 이를 보고 사신이 말하길 "임금이 형을 우대하는 것이 이와 같구나"라고 하였다'는 사실이 서술되어 있다. 당시 왕실의 형제간 우애를 짐작할 수 있는 내용이다.
효령대군은 아버지 태종(太宗)의 의중을 헤아려 아우인 충녕대군(세종대왕)에게 왕위를 양보한 미덕을 세종대왕이 '나의 형(효령대군)이 곧 청권'이라고 칭송하였고, 정조(正祖) 대에 이르러 효령대군의 사당을 청권사로 사액(賜額)하였다. 효령대군의 사당과 묘소는 서울 서초구 방배동 효령로에 있으며, 서울시 유형문화재 제2호로 지정되어 있다.
청권(淸權)이란 중국 주(周)나라 때 태왕(太王)이 맏아들 태백과 둘째아들 우중을 건너뛰어 셋째아들 계력에게 왕위를 물려주려고 하자 태백과 우중 두 형제는 부왕의 뜻을 헤아려 삭발하고 은거하며 왕위를 사양했다. 훗날 공자가 태백은 지덕, 우중은 청권이라고 칭송하였다. 이러한 고사를 본떠 양녕대군을 모시는 사당을 지덕사, 효령대군을 모시는 사당을 청권사라 이름하였다고 한다.
또한 효령대군은 조선 초기 불교를 진흥시킨 대표적인 인물로 1429년(세종 11) 관악사를 건립하고, 월출산 무위사의 중창을 지도하고, 만덕산 백련사 중창의 시주가 되었다. 1997년부터 진행된 양주 회암사지의 발굴 현장에서 효령대군의 시주에 의해 건립된 전각의 기왓장들이 대거 출토되었다. 기왓장에는 효령대군이라는 명문이 뚜렷하게 남아 있었는데 이러한 상황을 볼 때 효령대군의 불교진흥은 매우 컸다고 볼 수 있고 결국, 한반도 전체에서 가장 영험함이 뛰어나다는 연주대와 연주암은 효령대군의 공덕이 아니었으면 불가능하였던 것으로 평가하고 있다.

## 지리

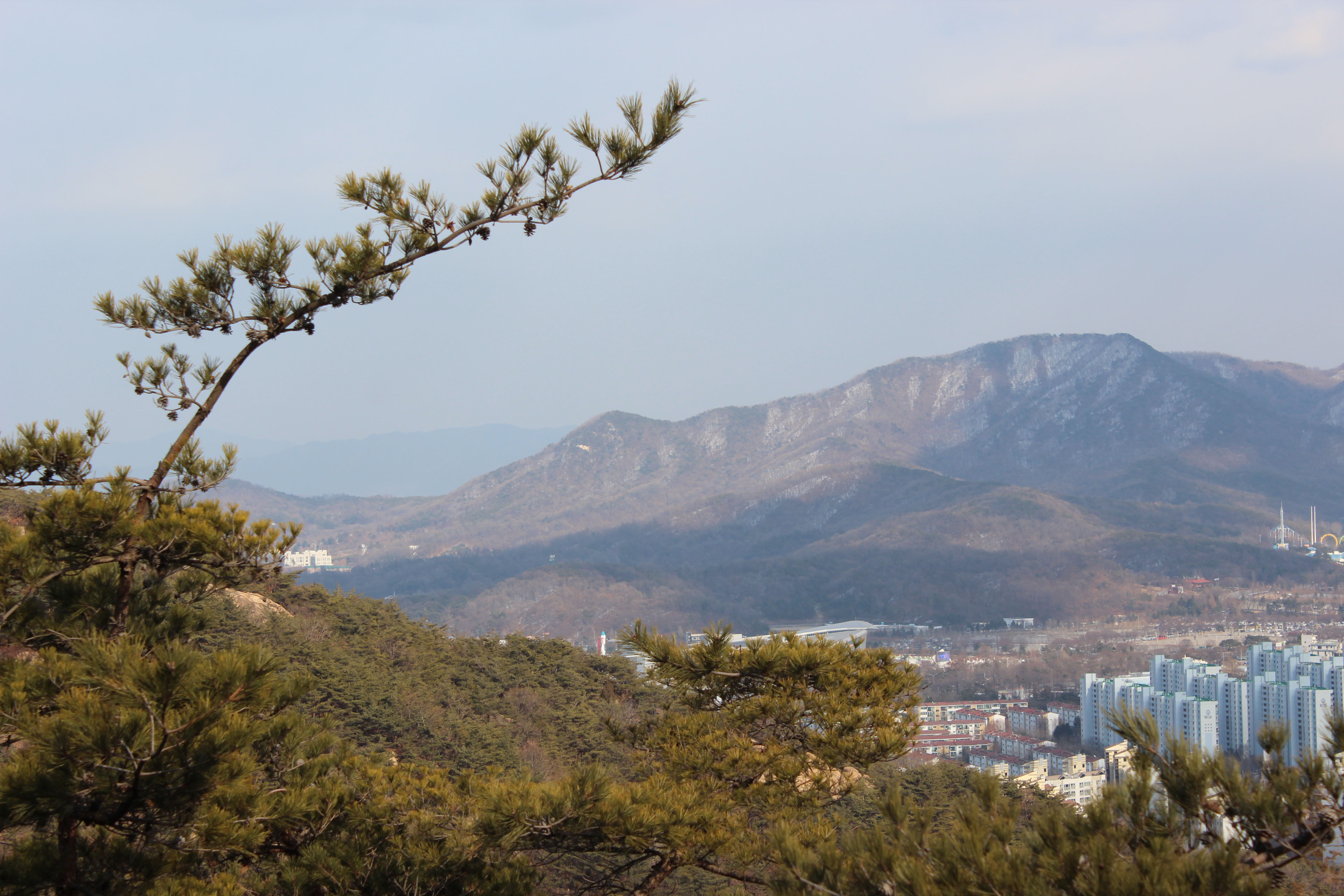
관악산 동쪽에서 본 청계산의 서쪽 모습

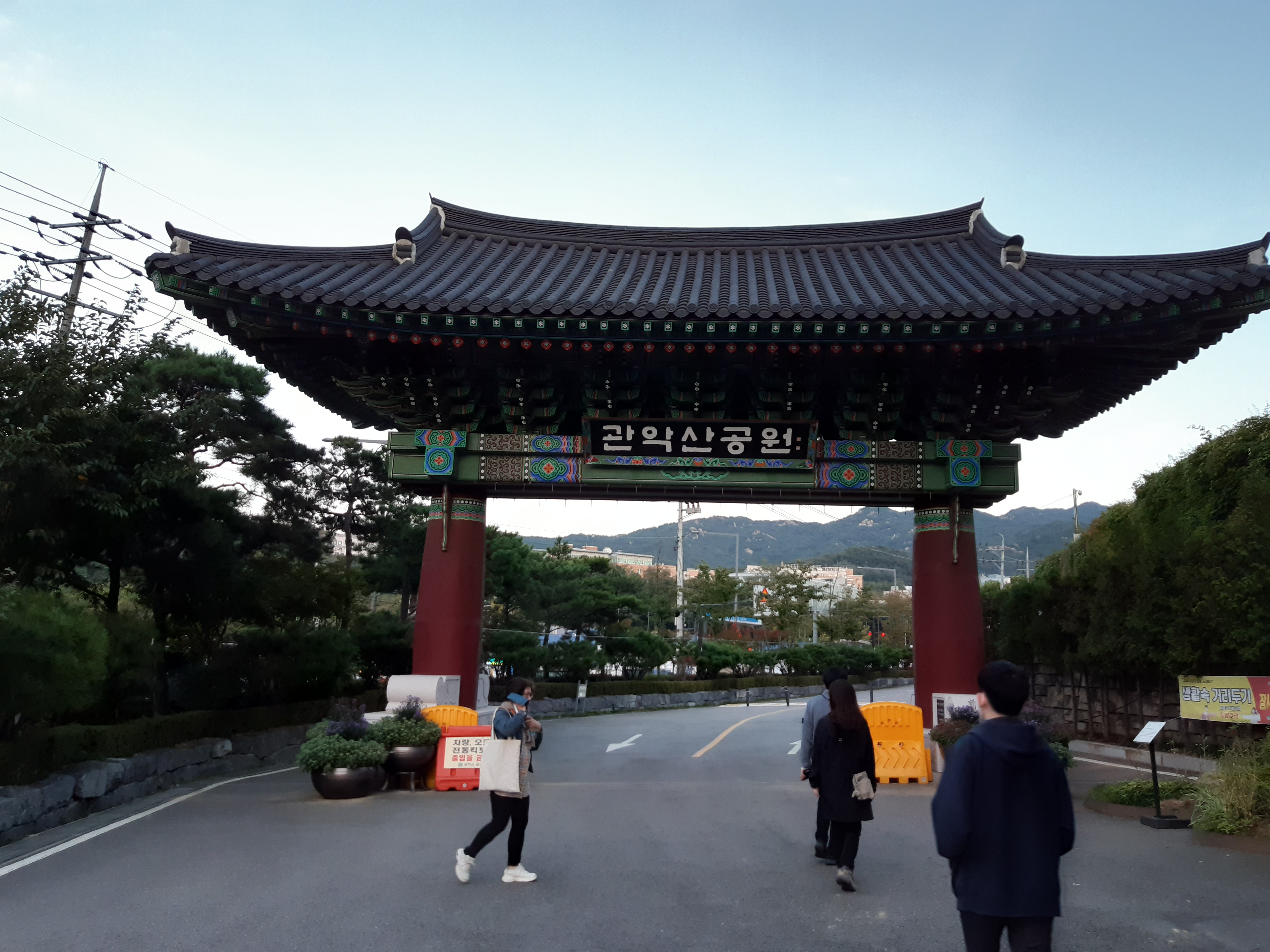
서울시 관악구에서 들어가는 입구

경기의 오악(五岳)의 하나로 수십 개의 봉우리와 방위가 빼어나며 기이한 바위가 많다. 산봉우리의 모양이 불과 같아 풍수적으로 '화산'이라고 불리게 되었다. 빼어난 수십 개의 봉우리와 바위들이 많고 오래된 나무와 온갖 풀이 바위와 어우러져 철따라 변하는 모습이 마치 금강산과 같다 하여 소금강 또는 서쪽에 있는 금강산이라 하여 서금강이라고 한다. 1968년 1월 15일 건설부 고시 제34호로 도시자연공원으로 지정되었다. 1990년대 초반에 등산객들을 상대로 등산로 입구에서 입장료 (환경 부담금)를 징수하였다.
지질학적으로 중생대 쥐라기의 대보 화강암으로 구성된다. 안양 지질도폭(1975)에 의하면 관악산 일대의 대보 화강암은 암주(巖柱, Stock) 형태를 보이며 흑운모 호상 편마암을 관입하였고 일부는 포획체로 가지고 있다. 주로 흑운모 화강암이며 성분상으로 화강섬록암(Granodiorite)에 가까운 부분도 많다. 조암 광물은 석영, 사장석, 정장석, 미사장석, 흑운모로 구성되며 장석은 전체적으로 홍색이고 관악산 일대에서는 백색을 띤다.

## 등산길
비교적 인구가 많은 도심 지역을 끼고 있고, 산의 높이에 비해 산의 난이도가 있는 편으로 초보자에서 상급자까지 많은 인기를 받고 있다. 서울과 과천 경계는 반드시 관악산 정상을 지나가야 한다.

### 관악구 기점
- 도림천계곡 코스 : 서울대근방-호수공원-제4야영장-도림천계곡-제3깔딱고개-관악산정상 (난이도 하)
- 학바위능선 코스 : 서울대근방-호수공원-제4야영장-삼거리약수-학바위능선-제3깔딱고개-관악산정상 (난이도 중)
- 8봉능선 코스 : 서울대근방-제4야영장-삼거리약수-무너미고개-8봉능선-주능선-중계소-제3깔딱고개-관악산정상 (난이도 상, 우회로 존재)
- 서울대 경유 도림천계곡 코스 : 서울대 건설환경종합연구소-도림천계곡-제3깔딱고개-관악산정상 (난이도 하)
- 자운암능선 코스 : 서울대 건설환경종합연구소-자운암능선-관악산정상 (난이도 하)
- 수영장능선 코스 : 서울대공동기기원-수영장능선-관악산정상 (난이도 하)
- 암반천계곡 코스 : 서울대저수지-암반천계곡-사당능선 상부능선-관악산정상 (난이도 중)
- 승천거북바위능선 코스 : 서울대관악사-승천거북바위-해태바위-사당능선-지도바위-관악산정상 (난이도 상, 우회로 없음)
- 마당바위능선 코스 : 서울대후문(서울대연구공원)-마당바위능선- 마당바위-사당능선-지도바위-관악산정상 (난이도 상, 우회로 없음)
- 하마바위능선 코스 : 서울대후문(서울대연구공원)-하마바위능선-하마바위-마당바위-사당능선-지도바위-관악산정상 (난이도 상, 우회로 없음)
- 낙성대능선 코스-1 : 낙성대 또는 호암생활관-낙성대능선-상봉약수-마당바위-사당능선-지도바위-관악산정상 (난이도 상, 우회로 없음)
- 낙성대능선 코스-2 : 낙성대마을-낙성대능선-상봉약수-마당바위-사당능선-지도바위-관악산정상 (난이도 상, 우회로 없음)
- 만수천계곡 코스 : 반석푸른숲아파트-만수천계곡-상봉약수-사당능선-지도바위-관악산정상 (난이도 상, 우회로 없음)
- 사당능선 코스-1 : 낙성대역-봉천아파트-제2국기봉능선-마당바위-사당능선-지도바위-관악산정상 (난이도 상, 우회로 없음)
- 사당능선 코스-2 : 낙성대역-봉천아파트-제2국기봉-마당바위-사당능선-지도바위-관악산정상 (난이도 상, 우회로 없음)
- 사당능선 코스-3 : 사당역-흥화브라운빌아파트-마당바위-사당능선-지도바위-관악산정상 (난이도 상, 우회로 없음)
- 사당능선 코스-4 : 동작역-현충원동측능선-까치고개능선-마당바위-사당능선-지도바위-관악산정상 (난이도 상, 우회로 없음)
- 사당능선 코스-5 : 사당역-관음사입구-마당바위-사당능선-지도바위-관악산정상 (난이도 상, 우회로 없음)
- 파이프능선 코스 : 사당역-관음사입구-마귀할멈바위-파이프능선-지도바위-관악산정상 (난이도 상, 우회로 없음)
- 관악산 종주코스 : 사당역-사당능선-관악산정상-8봉정상-6봉정상-관양동능선-관양고 (난이도 상, 우회로 없음)
- 관악산+삼성산 종주 코스 : 사당역-사당능선-관악산정상-학바위능선-무너미능선-삼성산정상-제2전망대-관악역 (난이도 상, 우회로 없음)

### 과천시 기점
- 관문사거리능선 코스 : 과천관문사거리-용마골입구-관문사거리능선-559봉-지도바위-연주암-관악산정상 (난이도 상, 우회로 없음)
- 용마계곡 코스 : 과천관문사거리-용마골입구-용마계곡-용마능선-559봉-지도바위-연주암-관악산정상 (난이도 상, 우회로 없음)
- 용마능선 코스 : 과천역-과천교회-용마능선-559봉-지도바위-연주암-관악산정상 (난이도 상, 우회로 없음)
- 자하동천계곡 코스 : 과천역-과천향교-자하동천계곡-연주암-관악산정상 (난이도 하, 우회로 없음)
- 케이블카능선 코스 : 정부과천청사역-구세군과천교회-케이블카능선-연주암-관악산정상
- 성묘능선 코스 : 정부과천청사역-중소기업청-성묘능선-케이블카능선-중계소-연주암-관악산정상
- 6봉능선 코스 : 정부과천청사역-서울지방중소기업청-문원폭포-6봉능선-8봉정상-중계소-관악산정상 (난이도 상, 우회로 있음)

#### KBS 송신탑 케이블카
과천시와 관악산 정상의 연주암을 연결하는 케이블카가 설치되어 있다. 일반인은 이용할 수 없으며, KBS 송신탑과 연주암 종사자, 기타 공무를 위해 필요한 자 등은 허가를 얻어 이용할 수 있다.

### 안양시 기점
- 간촌약수능선 코스 : 인덕원역-관양고교-간촌약수능선-관양동능선-6봉정상-8봉정상-연주암-관악산정상
- 관양동능선 코스 : 인덕원역-관양고교-관양동능선-6봉정상-8봉정상-연주암-관악산정상
- 운동장능선 코스 : 안양종합운동장-운동장능선-8봉정상-중계소-연주암-관악산정상
- 불성사능선 코스 : 안양유원지-수목원우회등산로-삼성천계곡-불성사계곡-불성사-중계소-연주암-관악산정상

## 볼 만한 곳
- 관악산의 정상인 연주봉 기암절벽 위에 세워진 연주대(戀主臺)는 신라 문무왕 때 의상대사가 수행을 하기 위해 의상대를 세웠다가 후에 이성계가 무악대사의 권유로 석축을 쌓고 그 위에다 암자를 지어 이름을 바꾼 것으로 전해지고 있다.[7]
- 연주암
- 과천향교
- 서울대학교

## 버스
관악산을 올라가지 않고 관악산 테두리를 일주하는 방법은 있으나, 이는 버스를 최소 몇 번은 갈아타야 한다. 하지만 환승이 가능하면 추가 요금이 부과되지는 않는다.
1. 관악산 동쪽 끝자락의 4호선의 사당역을 기준으로 관악산 서쪽 끝자락으로 간 다음에 도중, 5530번 버스를 타고 안양고용센터에서 내린다.
2. 안양고용센터에서 내리면 11-1번이라는 경기버스로 갈아타서 관문사거리부대앞까지 간다. 서울대학교 기준으로 관악산 정반대는 경기도 안양시가 나온다.
3. 관문사거리에서 4435번 버스로 갈아타서 남태령역을 거쳐 사당역으로 가면 관악산 테두리를 다 돌 수 있다.

- 관악산 테두리를 버스를 타면서 돌다 보면 도중에 1호선 석수역이 만나게 되는데 이 역은 서울특별시 금천구와 경기도 안양시 경계 지역으로써, 이 역에 내려서 조그만 북쪽으로 올라가면 서울특별시이고, 조금만 남쪽으로 내려가면 경기도 안양시이다.
- 추가로, 관악산 테두리를 돌기 위해서 사당역-석수역을 지나가다 보면 강남순환고속도로를 2번 만나게 된다. 강남순환고속화도로가 서울특별시 서초구 방배동의 사당역, 서울대, 서울특별시 금천구 쪽으로 연결되었기 때문이다.
- 잠실역이나 삼성서울병원 등에서 M5333번 버스를 타서 봉천터널과 관악터널을 지나갈 수 있다. 봉천터널은 방배동 남태령과 관악구 서울대를 연결하는 터널이다. 그리고, 관악터널은 서울 관악구에서 서울시 금천구를 연결하는 터널이며 4.8km로 죽령터널보다 약간 짧다.
- 아니면 사당역에서 8507번 버스를 타고 봉천터널과 관악터널을 탈 수 있다. 광명역까지 갈 수 있다.
- ● 서울 경전철 신림선 관악산역에서 하차.

## 방송 송신 시설
| 디지털TV   |                     |            |                     |       |                                                                     |
| 가상채널   | 방송국명            | 호출부호   | 물리채널            | 출력  | 가시청권                                                            |
| CH 6-1     | SBS DTV             | HLSQ-DTV   | CH 16               | 2.5㎾ | 수도권, 충남북부 일부                                               |
| CH 7-1     | KBS서울 DTV2        | HLSA-DTV   | CH 17               | 2.5㎾ | 수도권, 충남북부 일부                                               |
| CH 9-1     | KBS서울 DTV1        | HLKA-DTV   | CH 15               | 2.5㎾ | 수도권, 충남북부 일부                                               |
| CH 10-1    | EBS 1(지상파)       | HLQL-DTV   | CH 18               | 2.5㎾ | 수도권, 충남북부 일부                                               |
| CH 10-2    | EBS 2(지상파)       | HLQL-DTV   | CH 18               | 2.5㎾ | 수도권, 충남북부 일부                                               |
| CH 11-1    | MBC DTV             | HLKV-DTV   | CH 14               | 2.5㎾ | 수도권, 충남북부 일부                                               |
| UHD        |                     |            |                     |       |                                                                     |
| 가상채널   | 방송국명            | 호출부호   | 물리채널            | 출력  | 가시청권                                                            |
| CH 6-1     | SBS UHDTV           | HLSQ-UHDTV | CH 53               | 5㎾   | 수도권, 충청남도 북부 일부                                          |
| CH 7-1     | KBS서울 UHDTV2      | HLSA-UHDTV | CH 56               | 5㎾   | 수도권, 충청남도 북부 일부                                          |
| CH 9-1     | KBS서울 UHDTV1      | HLKA-UHDTV | CH 52               | 5㎾   | 수도권, 충청남도 북부 일부                                          |
| CH 9-2     | KBS NEWS D          | HLKA-UHDTV | CH 52               | 5㎾   | 수도권, 충청남도 북부 일부                                          |
| CH 9-3     | KBS 1Radio          | HLKA-UHDTV | CH 52               | 5㎾   | 수도권, 충청남도 북부 일부                                          |
| CH 11-1    | MBC UHDTV           | HLKV-UHDTV | CH 55               | 5㎾   | 수도권, 충청남도 북부 일부                                          |
| FM 라디오  |                     |            |                     | 5㎾   | 수도권, 충청남도 북부 일부                                          |
| 채널       | 방송국명            | 호출부호   |                     | 출력  | 가시청권                                                            |
| 89.1㎒     | KBS 제2FM           | HLSA-FM    |                     | 10㎾  | 수도권, 충청남도 북부, 충청북도 북부 일부, 강원특별자치도 영서 일부 |
| 89.7㎒     | WBS 원음방송        | HLQK-FM    |                     | 3㎾   | 수도권, 충청남도 북부, 충청북도 북부 일부, 강원특별자치도 영서 일부 |
| 91.9㎒     | MBC FM4U            | HLKV-FM    |                     | 10㎾  | 수도권, 충청남도 북부, 충청북도 북부 일부, 강원특별자치도 영서 일부 |
| 93.1㎒     | KBS 제1FM           | HLKA-FM    |                     | 10㎾  | 수도권, 충청남도 북부, 충청북도 북부 일부, 강원특별자치도 영서 일부 |
| 93.9㎒     | CBS 음악FM          | HLKY-FM    |                     | 7㎾   | 수도권, 충청남도 북부, 충청북도 북부 일부, 강원특별자치도 영서 일부 |
| 95.1㎒     | TBS FM              | HLST-FM    |                     | 5㎾   | 수도권, 충청남도 북부, 충청북도 북부 일부, 강원특별자치도 영서 일부 |
| 95.9㎒     | MBC 표준FM          | HLKV-SFM   |                     | 10㎾  | 수도권, 충청남도 북부, 충청북도 북부 일부, 강원특별자치도 영서 일부 |
| 97.3㎒     | KBS 제1라디오       | HLKA-SFM   |                     | 10㎾  | 수도권, 충청남도 북부, 충청북도 북부 일부, 강원특별자치도 영서 일부 |
| 98.1㎒     | CBS 표준FM          | HLKY-SFM   |                     | 10㎾  | 수도권, 충청남도 북부, 충청북도 북부 일부, 강원특별자치도 영서 일부 |
| 101.3㎒    | TBS eFM             | HLSW-FM    |                     | 1㎾   | 수도권, 충청남도 북부, 충청북도 북부 일부, 강원특별자치도 영서 일부 |
| 101.9㎒    | BBS불교방송         | HLSG-FM    |                     | 5㎾   | 수도권, 충청남도 북부, 충청북도 북부 일부, 강원특별자치도 영서 일부 |
| 103.5㎒    | SBS 러브FM          | HLSQ-SFM   |                     | 10㎾  | 수도권, 충청남도 북부, 충청북도 북부 일부, 강원특별자치도 영서 일부 |
| 104.5㎒    | EBS FM              | HLQL-FM    |                     | 10㎾  | 수도권, 충청남도 북부, 충청북도 북부 일부, 강원특별자치도 영서 일부 |
| 104.9㎒    | KBS 제3라디오       | HLKC-SFM   |                     | 2㎾   | 수도권, 충청남도 북부, 충청북도 북부 일부, 강원특별자치도 영서 일부 |
| 105.3㎒    | cpbc 가톨릭평화방송 | HLQP-FM    |                     | 5㎾   | 수도권, 충청남도 북부, 충청북도 북부 일부, 강원특별자치도 영서 일부 |
| 106.1㎒    | KBS 제2라디오       | HLSA-SFM   |                     | 10㎾  | 수도권, 충청남도 북부, 충청북도 북부 일부, 강원특별자치도 영서 일부 |
| 106.9㎒    | FEBC 극동방송       | HLKX-SFM   |                     | 5㎾   | 수도권, 충청남도 북부, 충청북도 북부 일부, 강원특별자치도 영서 일부 |
| 107.7㎒    | SBS 파워FM          | HLSQ-FM    |                     | 10㎾  | 수도권, 충청남도 북부, 충청북도 북부 일부, 강원특별자치도 영서 일부 |
| 지상파 DMB |                     |            |                     |       |                                                                     |
| 앙상블명   | 방송국명            | 호출부호   | 채널(주파수)        | 출력  | 가시청권                                                            |
| YTN DMB    | mYTN                | HLMA-TDMB  | CH 8-B (183.008㎒)  | 2㎾   | 수도권, 충남북부 일부                                               |
| YTN DMB    | HD mYTN             | HLMA-TDMB  | CH 8-B (183.008㎒)  | 2㎾   | 수도권, 충남북부 일부                                               |
| YTN DMB    | LOTTE Homeshop      | HLMA-TDMB  | CH 8-B (183.008㎒)  | 2㎾   | 수도권, 충남북부 일부                                               |
| MBC DMB    | MY MBC              | HLKV-TDMB  | CH 12-A (205.280㎒) | 2㎾   | 수도권, 충남북부 일부                                               |
| MBC DMB    | HD my MBC           | HLKV-TDMB  | CH 12-A (205.280㎒) | 2㎾   | 수도권, 충남북부 일부                                               |
| MBC DMB    | MBC RADIO           | HLKV-TDMB  | CH 12-A (205.280㎒) | 2㎾   | 수도권, 충남북부 일부                                               |
| U-KBS      | KBS STAR            | HLKA-TDMB  | CH 12-B (207.008㎒) | 2㎾   | 수도권, 충남북부 일부                                               |
| U-KBS      | HD KBS STAR         | HLKA-TDMB  | CH 12-B (207.008㎒) | 2㎾   | 수도권, 충남북부 일부                                               |
| U-KBS      | KBS HEART           | HLKA-TDMB  | CH 12-B (207.008㎒) | 2㎾   | 수도권, 충남북부 일부                                               |
| U-KBS      | KBS MUSIC           | HLKA-TDMB  | CH 12-B (207.008㎒) | 2㎾   | 수도권, 충남북부 일부                                               |
| SBS(u)     | SBS u TV            | HLSQ-TDMB  | CH 12-C (208.736㎒) | 2㎾   | 수도권, 충남북부 일부                                               |
| SBS(u)     | HD SBS u TV         | HLSQ-TDMB  | CH 12-C (208.736㎒) | 2㎾   | 수도권, 충남북부 일부                                               |
| SBS(u)     | SBS V-Radio         | HLSQ-TDMB  | CH 12-C (208.736㎒) | 2㎾   | 수도권, 충남북부 일부                                               |

## 같이 보기
- 한국의 산
- 서울의 산 목록
- 삼성산
- 관악역
- 연주대
- 관악산역
- 한국의 화강암
- 서울특별시의 지질
- 대보 화강암